# 노르매시
노르웨이 육군 이동외과병원(영어: Norwegian Mobile Army Surgical Hospital (NORMASH))은 1951년부터 1954년까지 6·25 전쟁에서 운영됐던 노르웨이의 이동외과병원으로, 유엔군사령부 작전 지역에서 활동했다.

## 역사
1950년 12월 29일, 노르웨이 적십자사는 한국에 병원 시설 도움 요청을 받았다. 1951년 첫 활동 기간 계획이 60개의 병상과 83명으로 이뤄진 미국의 육군이동외과병원을 기반으로 한 야전 병원으로 운영하기로 결정됐다
1951년 3월 2일, 노르웨이 의회는 노르웨이 야전 병원 운영 계획을 승인했다.
첫 번째 인원들이 1951년 5월 16일에 노르웨이를 출발했고, 다음 인원들은 5월 23일에 출발했다. 한국으로 향하는 여정은 시간과 거리 면에서 모두 상당히 긴 여정이었는데, 노르매시 인원들은 스타방에르에서 뮌헨, 니스, 나폴리, 베이루트, 카이로, 카라치, 캘커타, 방콕, 홍콩을 경류하여 도쿄에 도착했다. 도쿄에서부턴 군수송기로 서울로 이송됐다.
1951년 6월 22일에 한국에 도착하여 1951년 7월 19일 노르매시는 서울에서 북쪽으로 대략 12마일 거리에 있는 의정부에 처음으로 개원하였다. 병원 시설은 니센 허트와 텐트로 이뤄졌고 4개의 수술대가 있는 진료소가 있었다. 이후에 서울에서 북쪽 40마일 거리에 있는 동두천으로 옮겨졌고, 좀더 북쪽으로 몇 마일 거리의 옮겨진 곳으로 세 번째로 이동됐다.
노르매시는 첫 파견 40일 동안에 환자 1,048명을 치료했고, 이 중에 23명은 민간인이었다. 전반적으로 말하길, 노르매시가 90,000명의 치료했다고 하며, 이 중에 가장 많은 인원들은 미국 (36%), 남한 (33%) 및 여러 영연방 (27%) 소속들이었다. 또한 북한군 및 중국군 포로 172명도 진료해줬다.
노르매시는 1번에서 64번에 이르는 등, 하루에 평균 8번의 수술을 했고, 의사들은 24시간 또는 그 이상을 전방에서 끊임없이 후송된 부상병들을 수술을 했다.
1951년 가을에 인원을 83명에서 105명으로 늘리기로 결정됐고, 1951년 10월 26일에 한국의 유엔군 작전을 위한 야전 벙원을 유지하는 결정이 이뤄졌다.
노르매시는 적십자 소속 병원에서 정규 군병원으로 바뀌었고, 소속 인원들도 적십자 복장에서 정규 미 육군 복장 및 계급으로 바뀌었다. 이 변화들에는 노르웨이 군인들이 병원 시설의 경호를 맡는 것이 있었다.
1953년 7월 27일에 정전협정문이 채결되면서, 노르매시는 부상병을 받는 걸 멈췄지만, 그때부터는 상당한 수의 민간인들을 치료했다. 휴전이 발효되었지만, 휴전의 대한 안정성에 대해 의문의 여지가 있었기에, 노르매시는 정전이 깨질 것을 대비하여 대기를 하고 있었다.
1953년 가을에 노르매시는 미육군 제1군단 소속 네 개 사단의 유일한 병원 시설이었다. 노르매시는 서울 내 스칸디나비아 재활 병원 설립을 기다렸고,
1954년 10월 17일이 되고 나서야, 노르웨이 복귀 명령을 받았다.
1954년 11월 4일 노르웨이로 출국하였다.
마지막 환자가 퇴원한 지 4일 뒤인 11월 10일에 모든 시설 장비들은 미군에게 반환되었다.

## 인원
7번 (이 중에 5번은 정전 이전에 파견)이 넘는 파견 횟수 동안에 총 623명의 남녀가 노르매시에서 활동했다. 노르매시를 수송중인 상선의 선원으로 1951년 8월 사망한 Reidar Georg Tveit 그리고 1952년에 총격을 맞고 전사한 운전기사 Arne Christiansen, 1954년에 교통사고로 사망한 임상병리사 Brit Reisæther 를 비롯 총 3 명의 노르웨이인이 파견 활동 중에 사망했다.
그 중 Reidar Georg Tveit는 부산에 위치한 재한유엔기념공원에 안장되어 있다.

## 수상

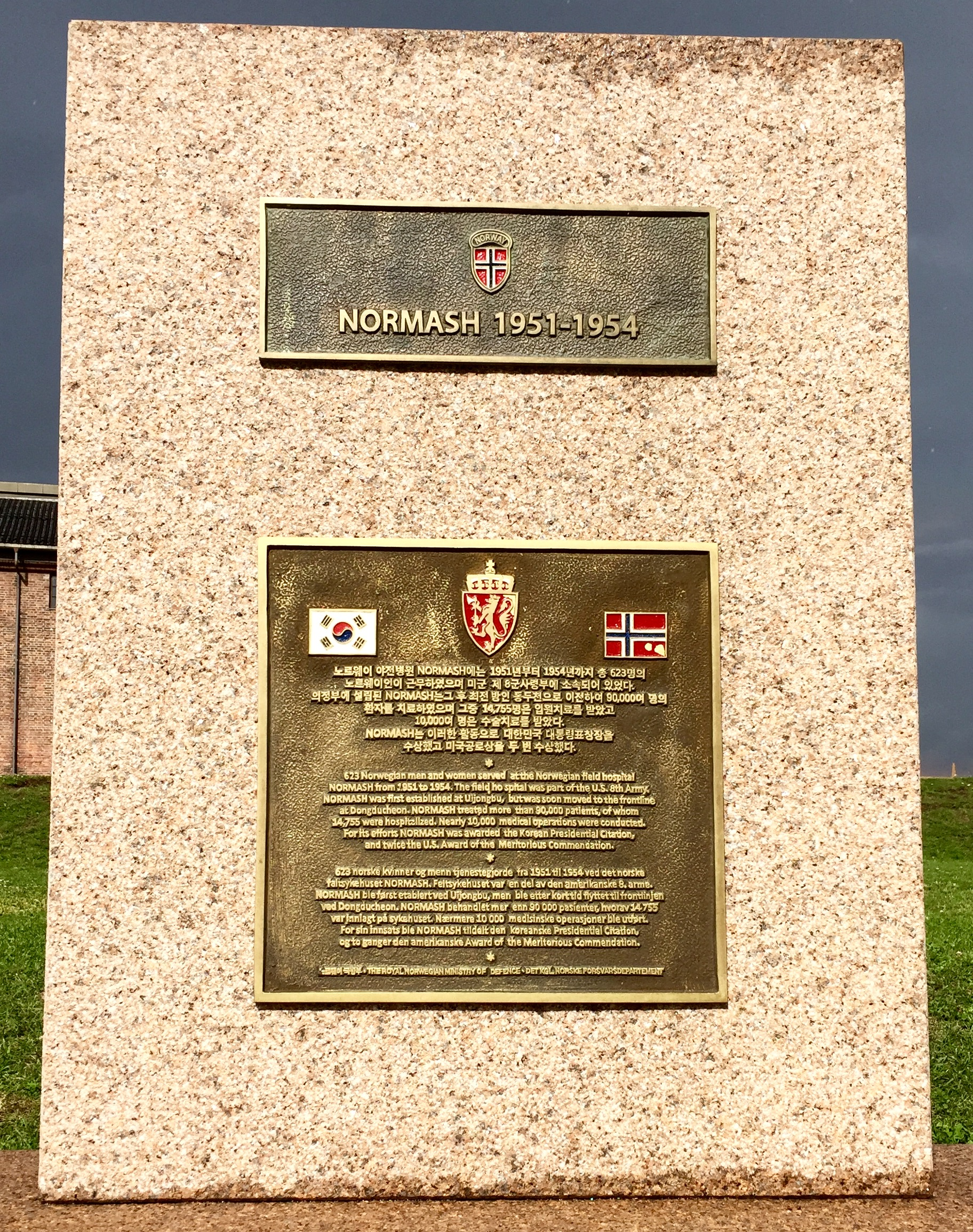
오슬로의 노르매시 기념비

노르매시는 미국 육군 부대 표창(Meritorious Unit Commendation)과  대한민국의 대통령 부대 표창을 2회 (1952-10-06, 1953-11-23) 수상하였다.

## 참고 문헌
- The History of the UN Forces in the Korean War-3 (Belgium, Colombia, France, Greece, Luxembourg, Netherlands, Denmark, Italy, Norway, Sweden) - ROK Ministry of National Defense Institute for Military History, 1974 (E-BOOK) 보관됨 2023-07-09 - 웨이백 머신
- The History of the UN Forces in the Korean War-3 (Belgium, Colombia, France, Greece, Luxembourg, Netherlands, Denmark, Italy, Norway, Sweden) - ROK Ministry of National Defense Institute for Military History, 1974 (PDF) 보관됨 2023-06-05 - 웨이백 머신
- The History of the UN Forces in the Korean War-6 (Summary) - ROK Ministry of National Defense Institute for Military History, 1977 (E-BOOK) 보관됨 2023-07-09 - 웨이백 머신
- The History of the UN Forces in the Korean War-6 (Summary) - ROK Ministry of National Defense Institute for Military History, 1977 (PDF) 보관됨 2023-06-28 - 웨이백 머신